# بلاسیکا
بلاسیکا (یونانی: Μπέλλες/Bélles) یک رشته‌کوه در منطقه مقدونیه جنوب شرق اروپاست.۴۵ درصد این رشته‌کوه در شمال غرب یونان، ۳۵ درصد در جنوب شرق جمهوری مقدونیه و ۲۰ درصد در جنوب غرب بلغارستان است.

## نگارخانه

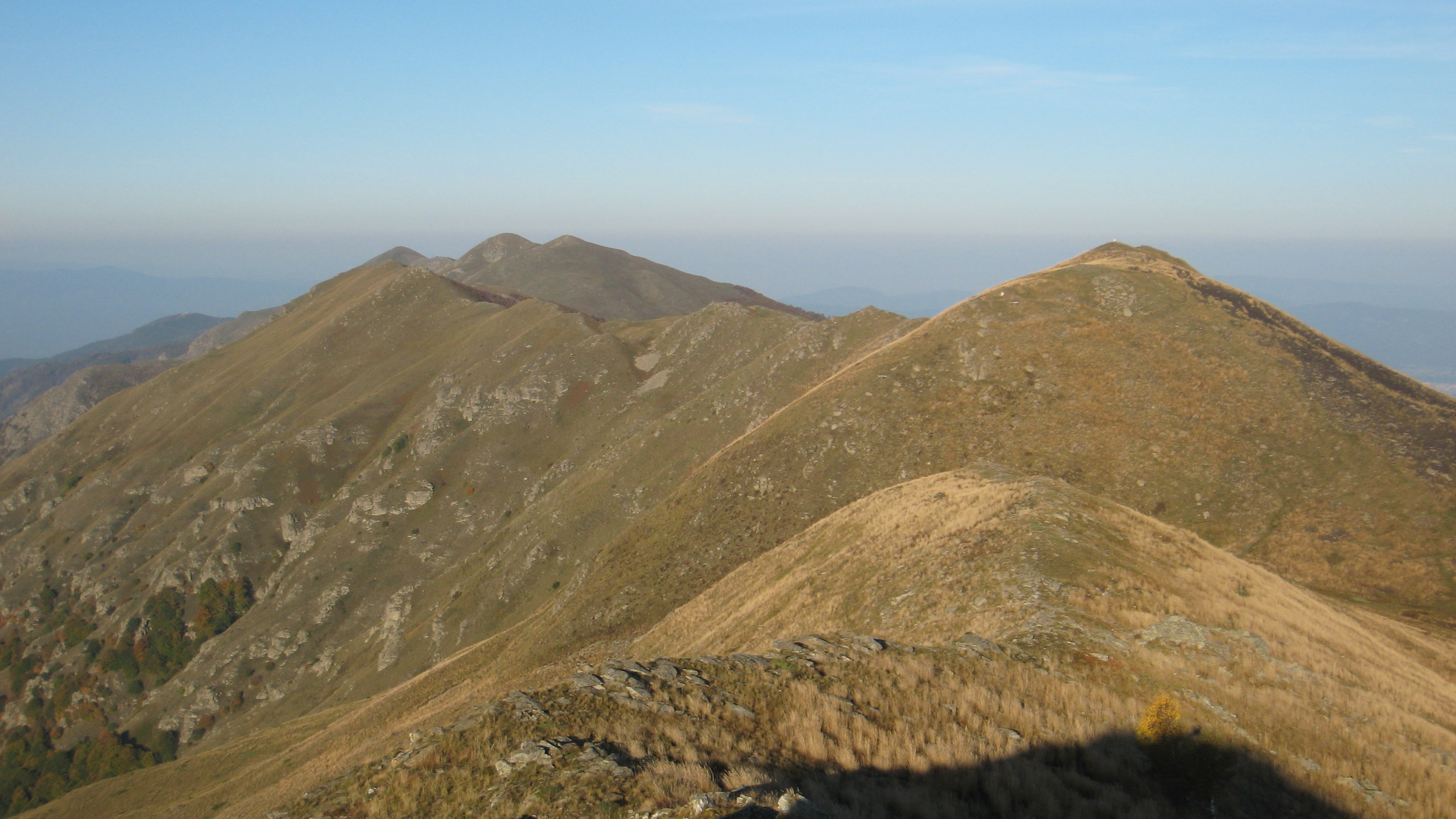
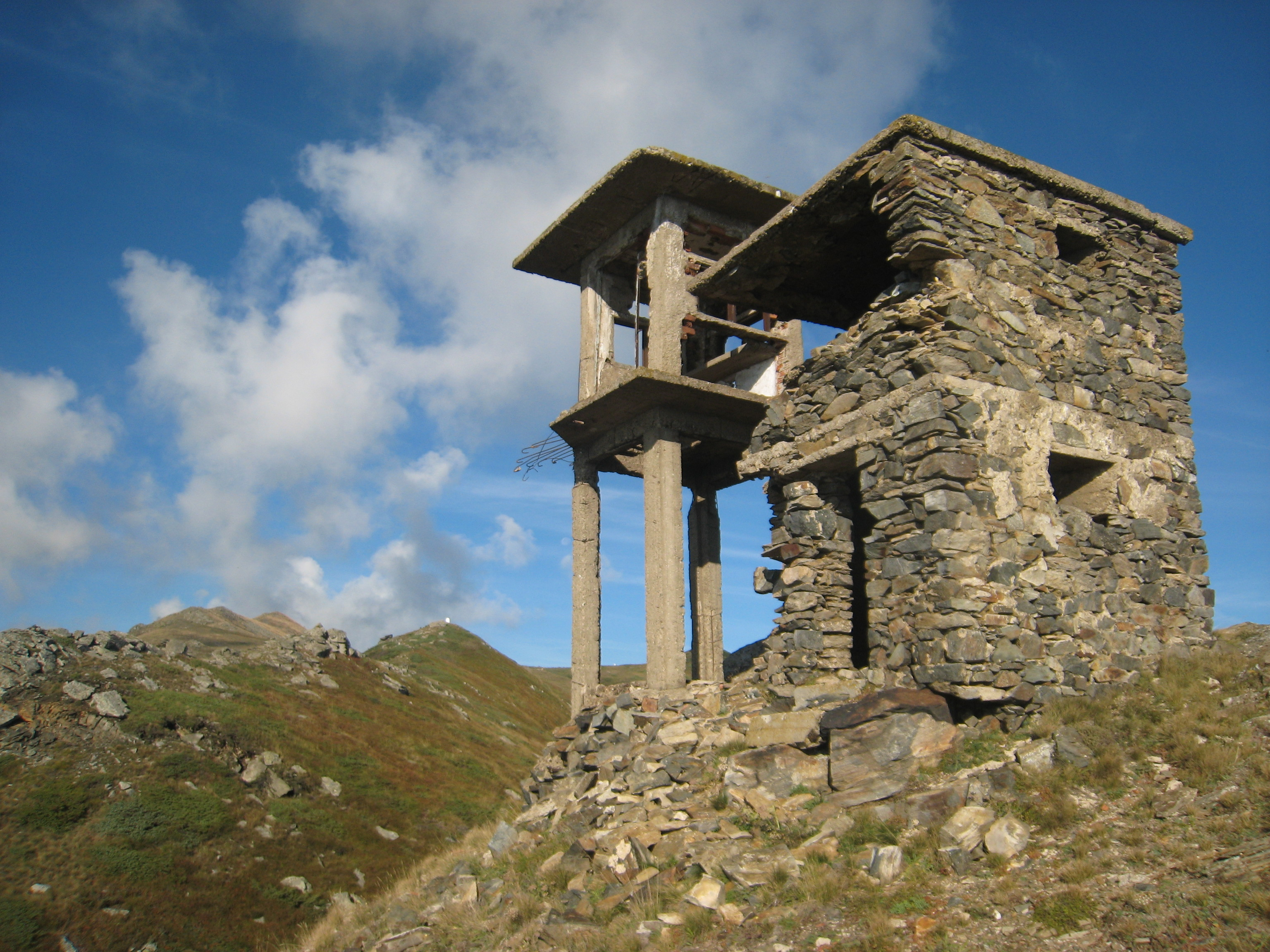
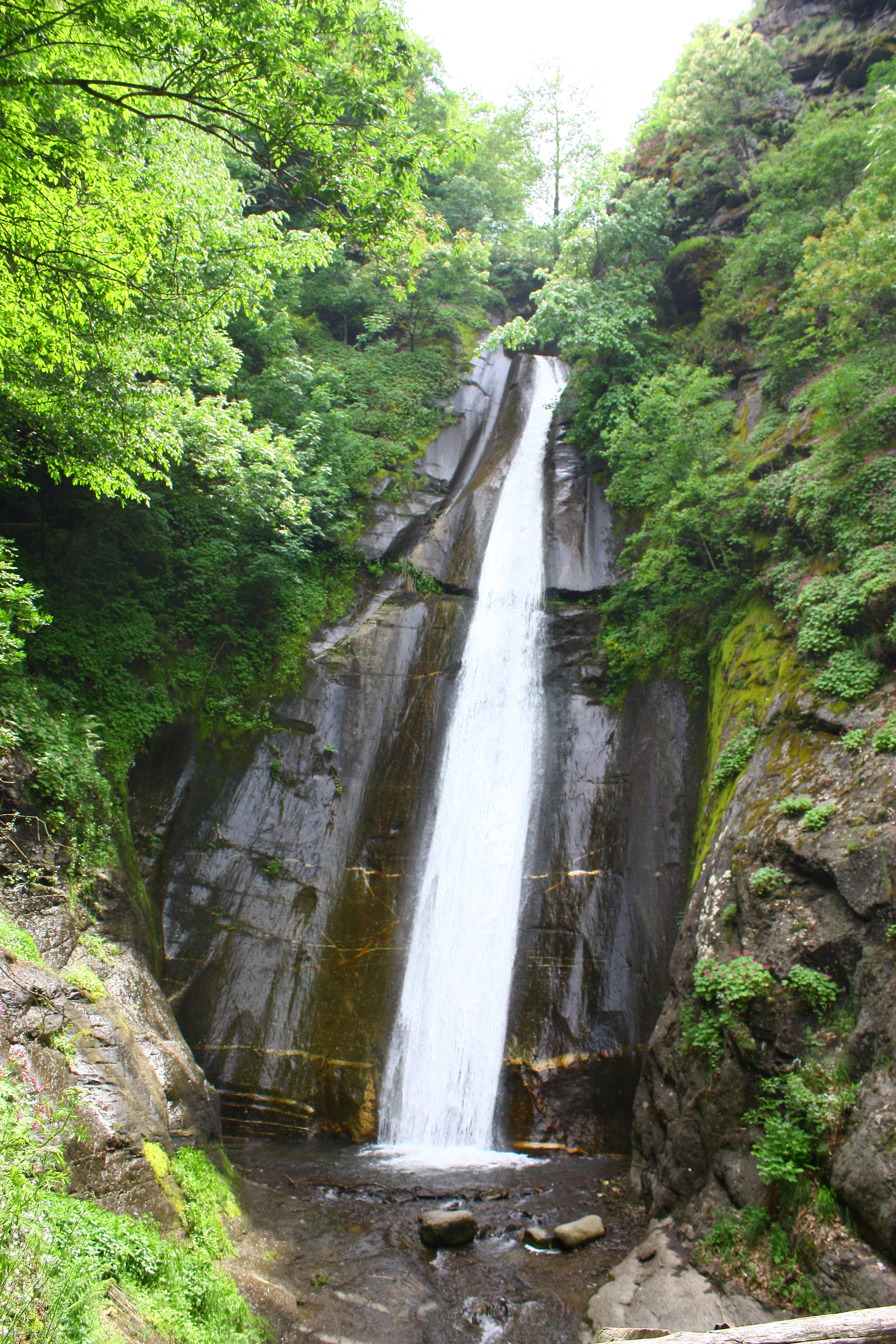
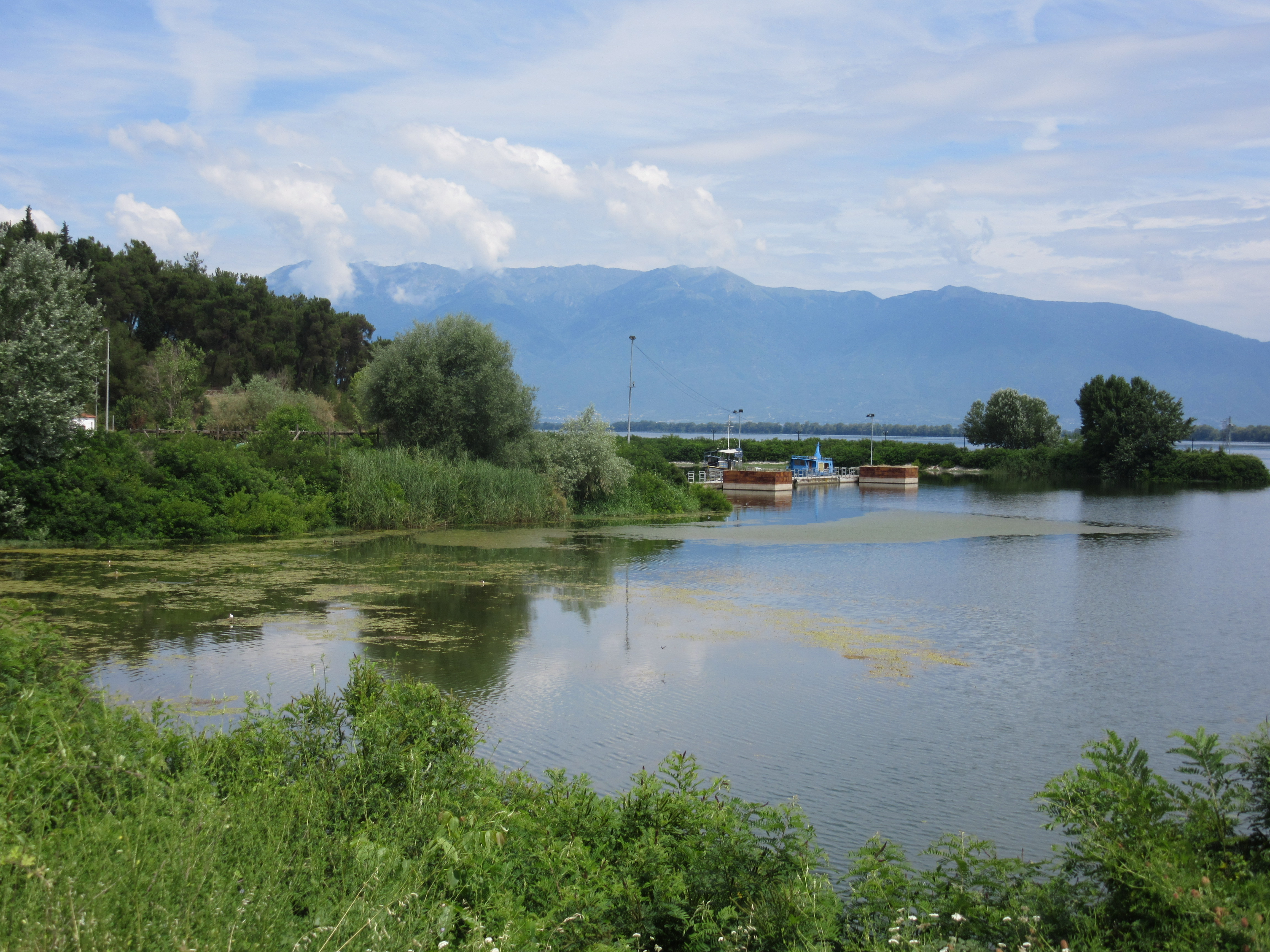